# بيتر إيمري
بيتر إيمري (بالتشيكية: Petr Imre)‏ هو مجدف تشيكي، ولد في 17 يوليو 1975 في براغ في التشيك.

## وصلات خارجية
- بيتر إيمري على موقع الاتحاد الدولي للتجديف (الإنجليزية)
- بيتر إيمري على موقع اللجنة الأولمبية الدولية (الإنجليزية)
- بيتر إيمري على موقع أوليمبيديا (الإنجليزية)
- بيتر إيمري على موقع اللجنة الأولمبية التشيكية (التشيكية)